# Зябицы
Зя́бицы  — деревня в Бегуницком сельском поселении Волосовского района Ленинградской области.

## История
Упоминается как деревня Säbitza by в Заможском погосте в шведских «Писцовых книгах Ижорской земли» 1618—1623 годов.
На карте Ингерманландии А. И. Бергенгейма, составленной по шведским материалам 1676 года, обозначена деревня Sabitsi.
На шведской «Генеральной карте провинции Ингерманландии» 1704 года — деревня Säbitsabÿ.
Как деревня Саглицъ она обозначается на «Географическом чертеже Ижорской земли» Адриана Шонбека 1705 года.
Как деревня Зяблиц упомянута на карте Ингерманландии А. Ростовцева 1727 года.
На карте Санкт-Петербургской губернии Я. Ф. Шмидта 1770 года упоминается как деревня Зябицы.
Деревня Зябицы, состоящая из 43 крестьянских дворов, обозначена на карте Санкт-Петербургской губернии Ф. Ф. Шуберта 1834 года.

ЗЯБИЦЫ — мыза и деревня принадлежат жене адмирала Моллер, число жителей по ревизии: 44 м. п., 39 ж. п.

ЗЯБИЦЫ — деревня принадлежит генерал-адъютанту Храповицкому, число жителей по ревизии: 90 м. п., 92 ж. п. (1838 год)

Согласно карте Ф. Ф. Шуберта 1844 года деревня Зябицы состояла из 42 крестьянских дворов.
Согласно 9-й ревизии 1850 года одна деревня Зябицы принадлежала помещице Анастасии Сергеевне Храповицкой, вторая деревня Зябицы принадлежала помещице Юлии Фёдоровне Моллер.

ЗЯБИЦЫ — деревня адмиральши Моллер, по просёлочной дороге, число дворов — 12, число душ — 45 м. п.

ЗЯБИЦЫ — деревня госпожи Вревской, по просёлочной дороге, число дворов — 21, число душ — 64 м. п. (1856 год)

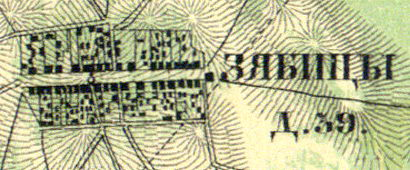
План деревни Зябицы. 1860 год

Согласно «Топографической карте частей Санкт-Петербургской и Выборгской губерний» 1860 года деревня Зябицы состояла из 39 крестьянских дворов.

ЗЯБИЦЫ — мыза владельческая при прудах, по правую сторону Нарвского шоссе, в 50 верстах от Петергофа, число дворов — 1, число жителей: 1 м. п., 1 ж. п.; 

ЗЯБИЦЫ — село владельческое при прудах, там же, число дворов — 45, число жителей: 95 м. п., 96 ж. п.; Церковь православная. (1862 год)

В 1866 году временнообязанные крестьяне деревни выкупили свои земельные наделы у Ю. Ф. фон Моллер и стали собственниками земли. В 1870—1874 годах временнообязанные крестьяне деревни выкупили свои земельные наделы у А. С. Вревской.
Согласно материалам по статистике народного хозяйства Петергофского уезда 1887 года, мызы Зябицы и Власово общей площадью 3170 десятин принадлежали баронессе А. А. Остен-Сакен, они были приобретены тремя частями с 1874 по 1879 год за 66 300 рублей. При мызах работали лесопильный и кирпичный заводы, известко-обжигательная печь и кузница. Кроме того, имение при мызе Зябицы площадью 94 десятины принадлежало домашнему учителю В. А. Маттисену, оно было приобретено в 1877 году за 1000 рублей, в имении была ветряная мельница.
В конце XIX — начале XX века деревня административно относилась к Бегуницкой волости 2-го стана Петергофского уезда Санкт-Петербургской губернии.
С 1917 по 1922 год деревня Зябицы входила в состав Теглицкого сельсовета Бегуницкой волости Петергофского уезда.
С 1922 года в составе Местановского сельсовета.
С 1923 года в составе Гатчинского уезда.
Согласно переписи населения СССР 1926 года в деревне Зябицы Местановского сельсовета Бегуницкой волости Троцкого уезда проживали 235 человек, все русские.
С 1927 года в составе Волосовского района.
По данным 1933 года деревня Зябицы входила в состав Местановского сельсовета Волосовского района.

План деревни Зябицы. 1938 год

Согласно топографической карте 1938 года деревня насчитывала 53 двора.
C 1 сентября 1941 года по 31 декабря 1943 года деревня находилась в оккупации.
С 1963 года в составе Кингисеппского района.
С 1965 года вновь в составе Волосовского района. В 1965 году население деревни Зябицы составляло 122 человека.
По данным 1966 года деревня Зябицы также находилась в составе Местановского сельсовета.
По административным данным 1973 и 1990 годов деревня Зябицы входила в состав Бегуницкого сельсовета.
В 1997 году в деревне Зябицы проживал 21 человек, в 2002 году — 19 человек (русские — 95 %), в 2007 году — 29.

## География
Деревня расположена в северной части района на автодороге 41К-357 (Местаново — Зябицы).
Расстояние до административного центра поселения — 8 км.
Расстояние до ближайшей железнодорожной станции Волосово — 36 км.

## Демография
| 1838 | 1862 | 1965 | 1997 | 2002 | 2007 | 2010 |
| ---- | ---- | ---- | ---- | ---- | ---- | ---- |
| 265  | ↘193 | ↘122 | ↘21  | ↘19  | ↗29  | ↘14  |
| 2017 |      |      |      |      |      |      |
| ↘11  |      |      |      |      |      |      |

### Национальный состав
Согласно данным Всероссийской переписи населения 2021 года в деревне проживал 21 человек, из них:
 русские — 13, украинцы — 7, молдаване — 1 человек.